# Alessandro De Petri
Alessandro De Petri, detto Ciro (Bergamo, 22 maggio 1955), è un ex pilota motociclistico italiano, specializzato nei rally raid.
Vanta numerose partecipazioni Rally Dakar negli anni 1980 (miglior risultato un 3º posto), due vittorie al Rally di Tunisia (1988 e 1989) e tre al Rally dei Faraoni (1987, 1989 e 1990).

## Biografia
Alessandro De Petri, soprannominato Ciro in riferimento a Cyrano de Bergerac, per il naso prominente, nel 1970 a soli 15 anni, disputa la sua prima corsa, e la sua carriera si conclude praticamente nel 1992, a 37 anni, allorché un terribile incidente lo porterà in coma e farà temere per la sua vita.
Oggi De Petri, ha una scuderia corse e risiede a Costa Volpino.

## Palmarès
1987
- al Rally dei Faraoni su Cagiva

1988
- al Rally di Tunisia su Cagiva

1989
- al Rally di Tunisia su Cagiva
- al Rally dei Faraoni su Cagiva

1990
- al Rally dei Faraoni su Yamaha

### Al Rally Dakar
| Anno | Categoria | Mezzo  | Pos.   |
| ---- | --------- | ------ | ------ |
| 1983 | Moto      | KTM    | 34º    |
| 1984 | Moto      | Honda  | Rit.   |
| 1985 | Moto      | Honda  | 5º     |
| 1986 | Moto      | Cagiva | Squal. |
| 1987 | Moto      | Cagiva | Rit.   |
| 1988 | Moto      | Cagiva | 12º    |
| 1989 | Moto      | Cagiva | 3º     |
| 1990 | Moto      | Yamaha | Rit.   |
| 1991 | Moto      | Yamaha | Rit.   |

È il pilota italiano con il maggior numero di vittorie di tappa alla Parigi - Dakar nella categoria "moto" (19).